# Relation du Voyage à la Recherche de la Pérouse
Relation du Voyage à la Recherche de la Pérouse (Relación del viaje a la búsqueda de La Pérouse) es un libro publicado en 1800 que cuenta la expedición de Bruni d'Entrecasteaux (1791-1793) a Australasia. El título se refiere a uno de los objetivo que tenía el viaje, la búsqueda de una expedición francesa anterior fracasada, comandada por La Pérouse que desapareció en 1788. El autor, Jacques Labillardière, era un botánico francés en el viaje, encargado de recoger y describir la flora del continente. El trabajo incluye algunas de las descripciones más tempranas de la flora y fauna australiana, y un recuento de la gente indígena de Tasmania. 
La obra también contiene la segunda descripción que conocemos de la araña australiana, la especie Nephila edulis. Labillardière también describe al ver a un animal clasificándolo como perro, al descubrir los restos de un animal carnívoro, qué se considera puede ser el primer informe europeo de un thylacine. El autor de la primera descripción, George Harris, cita este trabajo en una carta de 1804 con respecto a rumores de tal animal.
La obra fue publicada en dos volúmenes. Fue un libro muy popular que fue traducido al inglés, Voyage in search of La Pérouse (cuatro ediciones), por John Stockdale en el mismo año. Contiene un atlas, láminas de historia natural o etnográficas; notables gracias a ser las primeras ilustraciones botánicas de Redouté, pájaros por Jean-Baptiste Audebert, y grabados producidos procedentes de las ilustraciones supervivientes de Piron.
La primera descripción del eucalipto del oeste de Australia, Eucalyptus cornuta, y del ampliamente cultivado Eucalyptus globulus se encuentran entre los nuevos géneros y especies de Flora descubiertos. Estos descubrimientos efectuados mientras estuvieron anclados en  "Observatory Island", Esperance Bay, incluyen Banksia nivea, Banksia repens, Anigozanthus rufus y Chorizema ilicifolia.
Las descripciones botánicas estuvieron basadas en las extensas colecciones hechas por Labillardière durante la parada de la  expedición en la "Esperance Bay", y las dos visitas a Tasmania. La abreviatura Voy.Rech.Perouse se utiliza en literatura botánica para referirse a este trabajo. 
El libro fue publicado durante una época de gran interés en la flora de Australia. Fue precedido por A specimen of the botany of New Holland (1793–1795), el primer libro dedicado al tema. El botánico Robert Brown llevó una copia de este trabajo en su viaje a Australia en 1801, preguntándose en sus cartas a casa si Labillardière había publicado su flora; como sucedió Novae Hollandiae plantarum specimen (1804–1806), la primera flora general de Australia, fue publicada antes del Prodromus de Brown.
Esta obra precedió en nueve años a la publicación inglesa de Rossel del diario de d’Entrecasteaux, Voyage de d’Entrecasteaux envoyage à la recherche de La Pérouse.